# نظام جديد (النازية)
إن "Neuordnung" (التي تُترجم غالبًا باسم «النظام الجديد») في أوروبا كان النظام السياسي الذي أرادت ألمانيا النازية فرضه على المناطق التي تم فتحها وأصبحت تحت سيطرتها. بدأ إنشاء  Neuordnung  بالفعل قبل وقت طويل من الحرب العالمية الثانية، ولكن تم إعلانه علنًا من قبل ادولف هتلر في عام 1941:
 من بين أمور أخرى، استلزم الأمر إنشاء دولة عرقية لعموم الألمان مُنظَّمة وفقًا للإيديولوجية النازية لضمان تفوق عرق السادة الآريين والشمال الأوروبي، والتوسع الإقليمي الهائل في أوروبا الوسطى والشرقية من خلال استعمارها مع المستوطنين الألمان، والإبادة الجسدية من اليهود والسلاف (وخاصة البولنديين والروس) والغجر («الغجر») وغيرهم ممن يعتبرون «لا يستحقون الحياة» وإبادة أو طرد أو استعباد معظم الشعوب السلافية وغيرهم ممن يعتبرون «أقل عنصرية». كانت رغبة ألمانيا النازية في التوسع الإقليمي العدواني أحد أهم أسباب الحرب العالمية الثانية.

لا يزال المؤرخون منقسمين فيما يتعلق بأهدافه النهائية، حيث يعتقد البعض أنه كان يقتصر على الهيمنة الألمانية النازية على أوروبا، بينما يرى آخرون أنها كانت نقطة انطلاق لغزو العالم في نهاية المطاف وإنشاء حكومة عالمية تحت السيطرة الألمانية.

## أصل المصطلح

النظام الجديد في أوروبا: الفتوحات الألمانية وغيرها من المحور في أوروبا خلال الحرب العالمية الثانية.

كان للمصطلح Neuordnung في الأصل معنى مختلف وأكثر محدودية عن استخدامه الحالي. تُترجم عادةً على أنها طلب جديد، ولكن الترجمة الصحيحة ستكون أقرب إلى إعادة التنظيم. [بحاجة لمصدر] عندما تم استخدامه في ألمانيا خلال عهد الرايخ الثالث، أشارت بالتحديد إلى رغبة النازيين في إعادة رسم حدود الدولة المعاصرة بشكل أساسي داخل أوروبا، وبالتالي تغيير الهياكل الجيوسياسية القائمة آنذاك. بنفس المعنى، تم استخدامه الآن وفي الماضي للدلالة على إعادة ترتيب مماثلة للنظام السياسي الدولي مثل سلام ويستفاليا في 1648، ومؤتمر فيينا في عام 1815، وانتصار الحلفاء في عام 1945. العبارة الكاملة التي كانت تستخدمها المؤسسة النازية كانت في الواقع تموت Neuordnung Europas (النظام الجديد لأوروبا)، والتي كان Neuordnung مجرد اختصار لها.
وفقًا للحكومة النازية، اتبعت ألمانيا هذا الهدف لضمان إعادة ترتيب عادلة للأرض من أجل المنفعة المشتركة لأوروبا جديدة متكاملة اقتصاديًا،  والتي تعني في المصطلحات النازية قارة أوروبا مع استبعاد «الآسيويين» الاتحاد السوفيتي. نظرت وجهات النظر العنصرية النازية إلى الدولة السوفيتية «اليهودية-البلشفية» كمؤسسة إجرامية تحتاج إلى تدمير وكذلك مكان بربري تفتقر إلى أي ثقافة فعلية من شأنها أن تمنحها شخصية «أوروبية». لذلك لم يتم استخدام نوردنونغ بصعوبة في إشارة إلى روسيا السوفيتية نظرًا لعدم وجود نظريات يمكن إعادة تنظيمها وفقًا للتصاميم الاشتراكية القومية.
كان الهدف الفعلي هو ضمان حالة من الهيمنة القارية الكاملة لألمانيا النازية. كان يجب تحقيق ذلك من خلال توسيع القاعدة الإقليمية للدولة الألمانية نفسها، بالإضافة إلى إخضاع باقي أوروبا السياسي والاقتصادي لألمانيا. كان من المتوقع امتدادات المشروع في نهاية المطاف إلى مناطق خارج أوروبا وكذلك على نطاق عالمي في نهاية المطاف للفترة المقبلة التي كانت ألمانيا قد سيطرت فيها على السيطرة دون منازع على قارتها الخاصة، ولكن نيوردنونغ لم تحمل هذا المعنى خارج أوروبا في ذلك الوقت.
من خلال استخدامه على نطاق واسع في الدعاية النازية، سرعان ما اكتسبت العملات المعدنية في وسائل الإعلام الغربية. في الأوساط الأكاديمية التي تصدر باللغة الإنجليزية، خاصة أنها تحملت في النهاية تعريفًا أكثر شمولًا، وأصبحت معروفة بشكل متزايد كمصطلح يستخدم للإشارة إلى جميع السياسات الخارجية والداخلية وأهداف الحرب للدولة الألمانية النازية وكذلك زعيمها الديكتاتوري أدولف هتلر. لذلك يحمل نفس الدلالات تقريبًا مثل مصطلح "مجال الرخاء المشترك" في الأوساط اليابانية في إشارة إلى مجال الإمبراطورية المخطط له. في الوقت الحاضر، يتم استخدامه بشكل شائع للإشارة إلى جميع خطط وسياسات ما بعد الحرب داخل وخارج أوروبا التي توقعت الحكومة النازية تنفيذها بعد انتصار متوقع لألمانيا وقوى المحور الأخرى في الحرب العالمية الثانية.

## خلفية أيديولوجية

### عقيدة عنصرية
ادعى النازيون لقياس التسلسل الهرمي الصارم للجنس البشري؛ قيل إن «العرق الرئيسي» هو أكثر الأسهم نقاءً في جنس آري، الذي حدده النازيون بفارق ضئيل على أنه مطابق لعرق الشمال، يليه أعراق فرعية أخرى من سباق الآرية. قال النازيون إنه نظرًا لأن الحضارة الغربية، التي تم إنشاؤها وصيانتها، والتي أكدها معظمهم من قبل الشمال، كانت متفوقة بشكل واضح على الحضارات الأخرى، فإن الشعوب «الشمالية» كانت متفوقة على جميع الأعراق الأخرى، وبالتالي، اعتقد النازيون، أن لهم الحق في السيطرة على العالم. هذا المفهوم معروف باسم الشمال.

### الاستراتيجية الجيوسياسية
أفكار هتلر عن التوسع شرقا أنه صدر في كفاحي تأثرت كثيرا خلال مسيرته 1924 بالسجن عن طريق الاتصال مع نظيره الجيوسياسي معلمه كارلهاينز هوشوفر. كان واحدا من المفاهيم الجيوسياسية الأساسية Haushofer في ضرورة ألمانيا للحصول على السيطرة على أوراسيا هارتلاند من أجل ألمانيا لتحقيق السيطرة على العالم في نهاية المطاف.

### المدى الإقليمي المتوقع للإمبريالية النازية
في خطاب نُشر لاحقًا ألقاه في جامعة إرلانجن في نوفمبر 1930، أوضح هتلر لجمهوره أنه لا يوجد أي شخص آخر لديه الحق في القتال من أجل السيطرة على الكرة الأرضية (Weltherrschaft، أي «القيادة العالمية»، أي «القاعدة العالمية»). من الألمان. لقد أدرك أن هذا الهدف الطموح للغاية لا يمكن تحقيقه بدون قدر هائل من القتال. لقد ألمح هتلر إلى هيمنة العالم الألماني في المستقبل حتى في وقت مبكر من حياته السياسية. في رسالة كتبها رودولف هيس إلى والتر هانيل في عام 1927، يعيد هيس صياغة رؤية هتلر: «السلام العالمي هو بالتأكيد مثالي يستحق الكفاح من أجله؛ من وجهة نظر هتلر، لن يتحقق ذلك إلا عندما تكون قوة واحدة، أفضل قوة عنصرية، قد اكتملت والتفوق غير المتنازع عليه. يمكن لهذه القوة أن توفر نوعًا من الشرطة العالمية، مع التأكد من أن العرق الأكثر قيمة مكفول بمساحة المعيشة الضرورية. وإذا لم تكن هناك طريقة أخرى مفتوحة لهم، فإن الأجناس السفلية سوف تضطر إلى تقييد أنفسهم وفقًا لذلك». هاينريش هيملر discussed the territorial aspirations of Germany during his first خطابات بوزن in 1943. He commented on the goals of the warring nations involved in the conflict, and stated that Germany was fighting for new territories and a global power status:

## التنفيذ في أوروبا

### الحملات العسكرية في بولندا وأوروبا الغربية
كانت المرحلة الأولية لتأسيس النظام الجديد:
- أولاً، توقيع اتفاقية عدم الاعتداء الألمانية السوفيتية في 23 أغسطس 1939 قبل غزو بولندا لتأمين الحدود الشرقية الجديدة مع الاتحاد السوفيتي، ومنع ظهور حرب على جبهتين، والالتفاف على النقص في المواد الخام بسبب الحصار البحري البريطاني المتوقع.
- ثانياً، هجمات الحرب الخاطفة في شمال وغرب أوروبا (عملية فيزروبونغ ومعركة فرنسا على التوالي) لتحييد المعارضة من الغرب. نتج عن ذلك غزو الدنمارك والنرويج ولوكسمبورغ وبلجيكا وهولندا وفرنسا، وكلها كانت تحت الحكم الألماني في أوائل صيف عام 1940.

لو استسلم البريطانيون لألمانيا، لتم إعادة التنظيم السياسي لأوروبا الغربية. لم يكن هناك مؤتمر سلام عام بعد الحرب على غرار المؤتمر الذي عقد في باريس بعد الحرب العالمية الأولى، مجرد مفاوضات ثنائية بين ألمانيا وأعدائها المهزومين. جميع المنظمات الدولية التي لا تزال قائمة مثل منظمة العمل الدولية كان من المقرر تفكيكها أو استبدالها بمكافئات تسيطر عليها ألمانيا. وفقًا للوثائق الألمانية التي تم الاستيلاء عليها، أمر القائد الأعلى للجيش الألماني، فالتر فون براوتشيتش، بأن «السكان الذكور الأقوياء الذين تتراوح أعمارهم بين 17 و45 عامًا سوف يقومون، ما لم يستدعي الوضع المحلي بحكم استثنائي، اعتقلوا وأرسلوا إلى القارة». هذا يمثل حوالي 25 ٪ من السكان الباقين على قيد الحياة. ثم تم نهب المملكة المتحدة لأي شيء ذي قيمة مالية أو عسكرية أو صناعية أو ثقافية،  وتم ترويع السكان الباقين. سيتم احتجاز الرهائن المدنيين، وفرض عقوبة الإعدام فورًا على أي أعمال مقاومة.
من المرجح أن يتم استخدام السكان الذكور المُرحَّلين كعمالة صناعية في مناطق الرايخ مثل المصانع والمناجم في الرور وسيليزيا العليا. على الرغم من أنهم ربما عوملوا معاملة أقل وحشية من العبيد من الشرق (الذين اعتبرهم النازيون من دون البشر، ولم يصلحو إلا للعمل حتى الموت)، فإن ظروف العمل والمعيشة كانت ستظل قاسية.
في أواخر فبراير 1943، زعم أوتو بروتيجام من وزارة الرايخ للأراضي الشرقية المحتلة أنه أتيحت له الفرصة لقراءة تقرير شخصي للجنرال إدوارد فاجنر حول مناقشة مع هاينريش هملر، والتي عبر فيها هملر عن نيته قتل حوالي 80 ٪ من سكان فرنسا وانكلترا من قبل القوات الخاصة لالشرطة الأمنية الألمانية بعد النصر الألماني. في حدث غير ذي صلة، دعا هتلر في إحدى المرات إلى الصفوف الإنجليزية الأدنى، أحفاد الأنجلوسكسونية - شعب جرماني، «أقل عنصرية».
من خلال ضم مناطق واسعة في شمال شرق فرنسا، كان هتلر يأمل في تهميش البلاد لمنع أي تحديات قارية أخرى للهيمنة الألمانية. وبالمثل، فإن الدول اللاتينية في أوروبا الغربية والجنوبية (البرتغال وإسبانيا وإيطاليا) كانت في نهاية المطاف ستصبح في حالة من التبعية والسيطرة الألمانية الكاملة.

### تأسيس الرايخ الألماني الكبير

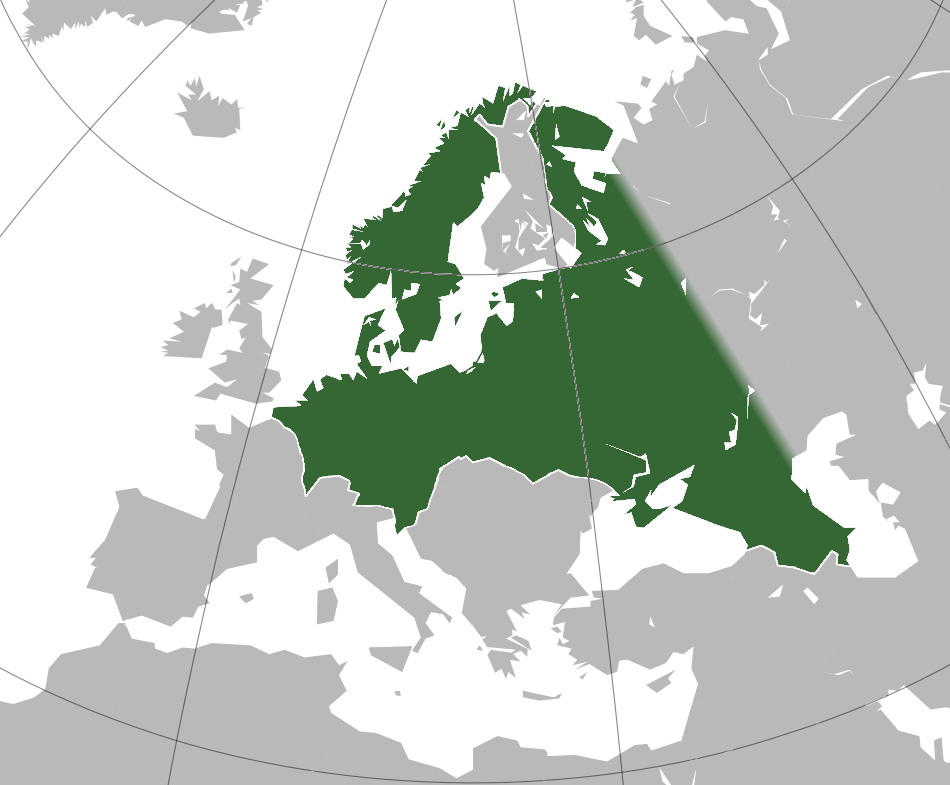
حدود " الرايخ الجرماني الكبير " المخطط بناءً على إسقاطات مستهدفة متعددة ومنهجية جزئيًا فقط (على سبيل المثال جنرالبلان أوست) من مصادر إدارة الدولة وقيادة قوات الأمن الخاصة.

أحد المشاريع النازية الأكثر تفصيلاً التي بدأت في المناطق التي تم فتحها حديثًا خلال هذه الفترة من الحرب كان الإنشاء المزمع لـ «الرايخ الألماني الأكبر للأمة الألمانية» (Grossgermanisches Reich Deutscher Nation). كان من المفترض أن تتألف هذه الإمبراطورية المستقبلية، بالإضافة إلى ألمانيا الكبرى، من كل أوروبا الجرمانية تاريخياً (باستثناء بريطانيا العظمى)، التي اعتقد النازيون بأنهم «آريون» في الطبيعة. إن توحيد هذه البلدان باعتبارها مجرد مقاطعات للرايخ الثالث، بنفس الطريقة التي تم بها تحويل النمسا إلى «أوستمارك»، كان من المقرر أن يتم من خلال عملية مطبقة بسرعة من جلايش شالتونج (التزامن). وكان القصد النهائي من هذا هو القضاء على كل آثار الوعي القومي وليس العرقي، على الرغم من أن لغاتهم الأصلية كانت موجودة.

### تأسيس الهيمنة الألمانية في جنوب شرق أوروبا
مباشرة قبل غزو ألمانيا لروسيا وسلوفاكيا والمجر ورومانيا وبلغاريا وصربيا (بما في ذلك منطقة البنات المتمتعة بالحكم الذاتي والتي تسيطر عليها ألمانيا) كانت بالفعل منطقة تابعة لألمانيا النازية. كان الجبل الأسود بمثابة منطقة تابعة لإيطاليا بينما ضمت إيطاليا ألبانيا [بحاجة لمصدر]. كانت اليونان تحت الاحتلال العسكري الألماني الإيطالي المباشر بسبب حركة المقاومة المتنامية. وعلى الرغم من الناحية الفنية في المجال الإيطالي النفوذ، كرواتيا كانت في حقيقة الأمر عمارات دولة دمية في يد اثنين من دول المحور، مع إيطاليا تسيطر على النصف الجنوبي الغربي، وألمانيا النصف الشمالي الشرقي. لاحظ هتلر أنه قد يتم إنشاء قواعد ألمانية دائمة في بلغراد (ربما تتم إعادة تسميتها إلى برينز يوجين-شتادت) وتيسالونيكي.

### الفتح والتوسع في أوروبا الشرقية

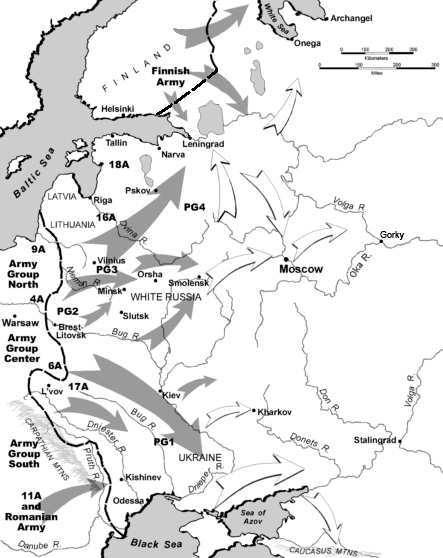
خطة هجومية لعملية بربروسا.

جادل أدولف هتلر في مين كامبف في فصل «التوجه نحو الشرق أو السياسة الشرقية» بأن الألمان يحتاجون إلى ليبنسراوم في الشرق ووصفوه بأنه «مصير تاريخي» من شأنه أن يرعى بشكل صحيح الأجيال المقبلة من الألمان. اعتقد هتلر أن «تنظيم تشكيل الدولة الروسية لم يكن نتيجة للقدرات السياسية للسلاف في روسيا، بل كان مثالًا رائعًا على فعالية تشكيل الدولة للعنصر الألماني في سباق أدنى». تحدث هتلر في 3 فبراير 1933 إلى أركان الجيش وأعلن أن مشاكل ألمانيا يمكن حلها من خلال «غزو مساحة جديدة للعيش في الشرق وألمانيا التي لا ترحم». غزواته السابقة لتشيكوسلوفاكيا وبولندا يمكن أن يكون لها صدى مباشر من رغبته في ليبنسراوم في كتابه كفاحي.
بدأ تنفيذ الخطة طويلة الأجل للنظام الجديد في 22 يونيو 1941 مع عملية بارباروسا، غزو الاتحاد السوفيتي. لم يكن الهدف من الحملة فقط تدمير النظام السوفيتي - الذي اعتبره النازيون غير شرعي وإجرامي - ولكن أيضًا إعادة التنظيم العنصري لروسيا الأوروبية، والموجهة للنخبة النازية في والموجهةجنرالبلان أوست («الخطة العامة للشرق»). كان فيلسوف الحزب النازي ألفريد روزنبرغ (الذي بالمناسبة احتج على السياسة اللاإنسانية تجاه السلاف ) ووزارة الرايخ للأراضي الشرقية المحتلة، والشخص المسؤول عن المشروع، وهينريش هيملر، رئيس SS، كان كلف بتنفيذ الخطة العامة للشرق التي تضمنت بالتفصيل استعباد وطرد وإبادة شعوب البلطيق والشعوب السلافية.
علاوة على ذلك، كان هتلر يأمل في تحويل ألمانيا إلى دولة ذات اكتفاء ذاتي من خلال استغلال الموارد الهائلة الموجودة في الأراضي السوفيتية: كانت أوكرانيا توفر الحبوب والزيوت النباتية والأعلاف وخام الحديد والنيكل والمنغنيز والفحم والموليبدينوم. القرم المطاط الطبيعي والفواكه الحمضية والقطن. أسماك البحر الأسود، والنفط الخام من القوقاز.
بحلول عام 1942 سمي النظام شبه الاستعماري الحكومة العامة في بولندا، ومفوضية الرايخ أوستلاند في دول البلطيق وروسيا البيضاء، والإدارة العسكرية في أوكرانيا في أوكرانيا قد أنشئت. تم التفكير في قسمين إداريين إضافيين هما: موسكوفي (مفوضية الرايخ - موسكو) التي ستشمل منطقة موسكو الحضرية ومساحات شاسعة من روسيا الأوروبية، و مفوضية الرايخ - القوقاز في القوقاز. رافق هذه السياسة إبادة جميع السكان اليهود (الحل النهائي) بالإضافة إلى استعباد سكانهم السلافيين، الذين تم التخطيط له، بحيث يتم منح عمال الرقيق في المناطق السكنية لجنود قوات الأمن الخاصة بعد غزو الأوروبيين لروسيا. كان من المتوقع أن يتولى كل من "فييرباور" من قوات الأمن الخاصة سبعة أطفال على الأقل.
تم تشجيع النساء الألمانيات على إنجاب أكبر عدد ممكن من الأطفال لملء المناطق الشرقية المكتسبة حديثًا. لتشجيع سياسة الخصوبة هذه، تم توسيع نطاق برنامج lebensborn وتم تأسيس الديكور الحكومي المعروف باسم صليب الشرف للأم الألمانية، والذي مُنح للنساء الألمان اللائي أنجبن ثمانية أطفال على الأقل للرايخ الثالث. كان هناك أيضًا جهد من جانب مارتن بورمان وهيملر لإدخال تشريع زواج جديد لتسهيل النمو السكاني، والذي كان سيسمح لأبطال الحرب المزينين بالزواج من زوجة إضافية. تصوّر هيملر أن يبلغ عدد سكانها الألمان 300,000,000 بحلول عام 2000.
رأى روزنبرغ أن الهدف السياسي لعملية بارباروسا لم يكن مجرد تدمير النظام البلشفي، بل كان «عكس الديناميكية الروسية» نحو الشرق (سيبيريا) وتحرير الرايخ من «الكابوس الشرقي لعدة قرون قادمة» القضاء على الدولة الروسية، بغض النظر عن أيديولوجيتها السياسية.  استمرار وجود روسيا كمحرض محتمل للسلافية القومية وسلطتها الإيحادية على الشعوب السلافية الأخرى في القتال بين «الجرماندوم» و «السلافية» كان يعتبر تهديدًا كبيرًا. كان من المقرر حل هذه المشكلة من خلال استغلال قوى الطرد المركزي الإثنية والحد من تأثير «الجرعات العشوائية الكبرى» (Großrussentum) من خلال تشجيع التقسيم بطريقة فرق تسد.
في مذكرة أرسلت إلى روزنبرغ مارس 1942، الأنثروبولوجيا النازية أوتو ريشي دافع عن اختفاء "روسيا على حد سواء كمفهوم عرقي وسياسي، وتعزيز وفرة جديدة من الأعراق على أساس السلافية من القرون الوسطى القبائل مثل Vyatichs وSeverians. حتى روثينيا البيضاء، ولا سيما أوكرانيا ("في مداها الحالي") اعتبرها كبيرة بشكل خطير. كان هاينريش هيملر قد دافع بالفعل عن مثل هذه السياسة العامة تجاه أوروبا الشرقية في عام 1940. مذكرة سرية جدا في عام 1940 من هيملر بعنوان "أفكار حول معاملة الشعوب الغريبة في الشرق" عن أن الألمان يجب شق العديد من الجماعات العرقية في أوروبا تحت الاحتلال الألماني، بما في ذلك الأوكرانيين، "الروس الأبيض" (بيلاروسيا)، Gorals (انظر Goralenvolk)، Lemkos، وكاشوبيون وللعثور على جميع الناس "قيما عنصرية" واستيعابهم في ألمانيا. وردت الوزارة الشرقية بأن تأكيد ريش على تعدد الجماعات العرقية في الاتحاد السوفيتي كان صحيحًا "بحد ذاته"، لكنه كان متشككًا في اقتراحه بإحياء الجنسيات الغامضة والمنقرضة. دافع عن اقتراحه بحجة أن "[كذا] في مجال العرق قد تم بالفعل إعادة بنجاح إلى الحياة!"، لكنه تساءل عما إذا كانت الأسماء المرتبطة بالمدن الرئيسية في كل منطقة قد تخدم هذا الدور بدلاً من ذلك. يوضح تاريخ المذكرة الذي كتبه إرهارد ويتزل من مكتب NSDAP لإدارة السياسة العنصرية. كان الهدف تقويض التماسك الوطني للروس من خلال تعزيز الهوية الإقليمية؛ كان الروسي في منطقة غوركي يشعر أنه مختلفًا عن روسي في ولاية تولا. أيضا، كان مصدر النقاش في الأوساط النازية استبدال الحروف السيريلية بالأبجدية الألمانية. في يوليو عام 1944، أمر هيملر إرنست كالتنبرونر، رئيس جمعية الصحة الإنجابية، بالبدء في تصدير إيمان شهود يهوه إلى الشرق المحتل. اعتبر هيملر أن شهود يهوه مقتصدون ويعملون بجد وصادقين ومتعصبين في سلميتهم، وأن هذه الصفات كانت مرغوبة للغاية بالنسبة للأمم المضطهدة في الشرق - على الرغم من أن حوالي 2500 و5000 من شهود يهوه أصبحوا ضحايا للمحرقة.
أعلنت سلسلة من «الإرشادات الدلالية» التي نشرتها وزارة الداخلية لرايخ عام 1942 أنه لا يجوز استخدام كلمة «روسيا» إلا في إشارة إلى «إمبراطورية بطرسبرغ» لبطرس الأكبر ومتابعتها حتى ثورة 1917. كانت الفترة من عام 1300 إلى بيتر الأكبر (دوقية موسكو الكبرى وقصر روسيا) تسمى «دولة المسكوفيت»، في حين لم يُشار إلى روسيا ما بعد عام 1917 كإمبراطورية أو دولة على الإطلاق؛ المصطلحات المفضلة لهذه الفترة كانت «الفوضى البلشفية» أو «العناصر الشيوعية». علاوة على ذلك، فإن التعبيرات التاريخية مثل روسيا الصغيرة (أوكرانيا)، روسيا البيضاء (روسيا البيضاء / روثينيا البيضاء)، البحر الروسي (للبحر الأسود)، وآسيا الروسية (من أجل سيبيريا وآسيا الوسطى) كان يجب تجنبها تمامًا كمصطلحات لـ «إمبريالية موسكو». تم وصف «التتار» على أنه مصطلح روسي لتحقير أتراك الفولغا، القرم، والأذربيجانيين الذي كان من الأفضل تجنبه، واستعيض عنه على التوالي بمفاهيم «إيدل (فولغا) -أورالي»، «أتراك القرم»، والأذربيجانيين.

### جهود إعادة التسوية

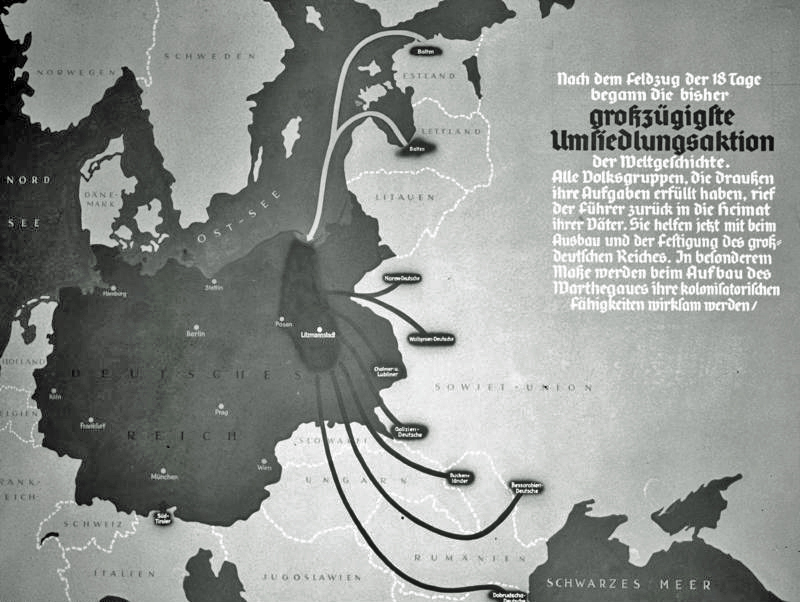
خريطة ألمانية أُنتجت بعد هزيمة بولندا في عام 1939، داعية المستوطنين المنحدرين من أصول ألمانية في شرق أوروبا إلى العودة إلى وارثغاو

بحلول عام 1942، كانت إمبراطورية هتلر تضم معظم أوروبا، لكن المناطق التي ضمتها كانت تفتقر إلى السكان المرغوب فيهم من قبل النازيين. بعد أن حصلت ألمانيا على Lebensraum ، كانت بحاجة الآن إلى ملء هذه الأراضي وفقًا للإيديولوجية النازية والمبادئ العرقية. كان يجب تحقيق ذلك قبل نهاية الحرب من خلال «إعادة ترتيب العلاقات الإثنوغرافية». الخطوة الأولى من هذا المشروع قد تم اتخاذها من قبل هتلر في 7 تشرين الأول 1939، عندما كان اسمه هيملر الرايخ المفوض لتوطيد Germandom (Reichskommissar FÜR يموت Festigung deutschen Volkstums) (RKFDV) (انظر أيضا Hauptamt Volksdeutsche Mittelstelle ، VoMi) أذن هذا الموقف لـ هيملر بإعادة الألمان العرقيين (فولكس دويتشه) الذين يعيشون في الخارج إلى بولندا المحتلة. تمت زيادة اختصاص هيملر كحارس لجهود إعادة التوطين الخاصة بفولكس دويتشه إلى مناطق محتلة أخرى لتتم ترجمتها إلى ألمانيا مع استمرار الحرب. لإفساح المجال للمستوطنين الألمان، تم نقل مئات الآلاف من البولنديين والفرنسيين الذين يعيشون في هذه الأراضي عبر الحدود. تم الحصول على الغالبية العظمى من فولكس دويتشه من هيملر من المجال السوفياتي من الاهتمام بموجب معاهدة "تبادل السكان" الألمانية السوفيتية.

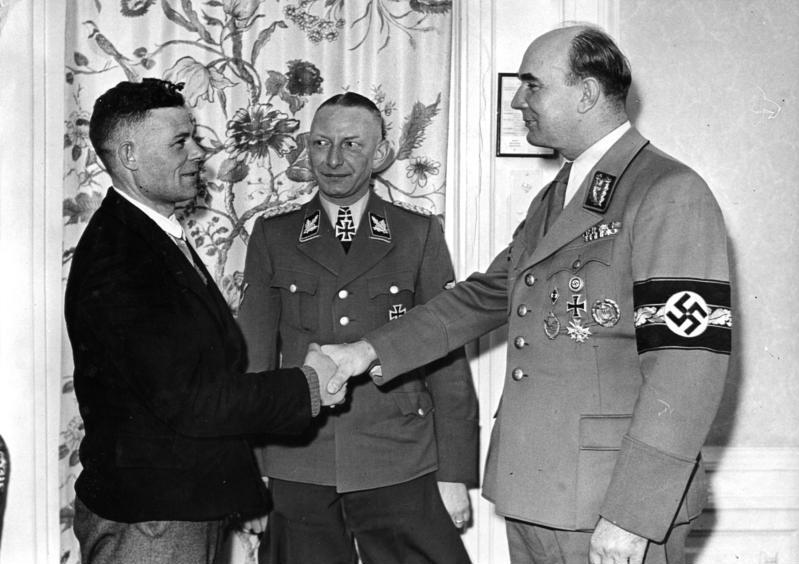
Gauleiter Greiser يحيي المليونية الألمانية لريتشساو وارثلاند، 1944

في نهاية عام 1942، تمت إعادة تسوية ما مجموعه 629000 من فولكس دويتشه، وكانت الاستعدادات لنقل 393000 آخرين جارية. وكان الهدف طويل الأجل للVoMi إعادة توطين المزيد من 5.4 مليون من الألمان، ومعظمهم من ترانسيلفانيا، بنات، فرنسا، هنغاريا ورومانيا. صُنف المهاجرون على أنهم غير موثوقين من الناحية العرقية أو السياسية (استقروا في التريش)، من نوعية عالية (استقروا في المناطق الشرقية المرفقة) أو مناسبين لمخيمات العبور. واجه هيملر صعوبات كبيرة مع فولكس دويتشه من فرنسا ولوكسمبورغ، اللذين كانا يرغبان في الاحتفاظ بوضعهما السابق كمواطنين في بلديهما.
| أراضي المنشأ             | مجموع   | إعادة توطينها في المناطق الشرقية المرفقة        |
| ------------------------ | ------- | ----------------------------------------------- |
| استونيا ولاتفيا          | 76895   | 57249                                           |
| ليتوانيا                 | 51076   | 30315                                           |
| فولهينيا، غاليسيا، ناريو | 136958  | 109482                                          |
| الحكومة الشرقية العامة   | 32960   | 25956                                           |
| بيسارابيا                | 93342   | 89201                                           |
| بوكوفينا الشمالية        | 43670   | 24203                                           |
| بوكوفينا الجنوبية        | 52149   | 40804                                           |
| دبروجة                   | 15454   | 11812                                           |
| رومانيا، ريجات           | 10115   | 1129                                            |
| غوتشي وليوبليانا         | 15008   | 13143                                           |
| بلغاريا                  | 1945    | 226                                             |
| صربيا المتبقية           | 2900    | 350                                             |
| روسيا                    | 350000  | 177146                                          |
| اليونان                  | 250     |                                                 |
| البوسنة                  | 18437   | 3698                                            |
| سلوفاكيا                 | 98      |                                                 |
| جنوب تيرول               | 88630   | الرايخ، محمية، لوكسمبورغ: 68162                 |
| فرنسا                    | 19226   | الألزاس، لورين، لوكسمبورغ، رايش، المحمية: 9,572 |
| مجموع                    | 1009113 | 662448                                          |

### اسبانيا والبرتغال
فكر الديكتاتور الأسباني الجنرال فرانسيسكو فرانكو في الانضمام إلى الحرب على الجانب الألماني. قدمت الكتائب الإسبانية التقليدية والجمعيات الدفاعية النقابية الوطنية العديد من المطالبات الحدودية. ادعى فرانكو الإدارات الفرنسية الباسك، التشيكية الناطقة روسيون، Cerdagne وأندورا. أرادت إسبانيا أيضًا استعادة جبل طارق من المملكة المتحدة بسبب القيمة الرمزية والاستراتيجية. كما دعا فرانكو إلى إعادة توحيد المغرب باعتباره محمية إسبانية، وضم منطقة وهران من الجزائر الفرنسية والتوسع على نطاق واسع في غينيا الإسبانية. كان هذا المشروع الأخير غير ممكن بشكل خاص لأنه تداخل مع الطموح الإقليمي الألماني لاستعادة الكاميرون الألمانية وإسبانيا ستجبر على الأرجح على التخلي عن غينيا بالكامل. سعت إسبانيا أيضًا إلى الاتحاد مع البرتغال على أسس ثقافية وتاريخية مشتركة (مثل الاتحاد الأيبيري).
بعد الرفض الإسباني للانضمام إلى الحرب، كان من المتوقع أن يتم غزو إسبانيا والبرتغال وأن تصبحا دولتين عميلتين. كان عليهم تسليم المدن والجزر الساحلية في المحيط الأطلسي إلى ألمانيا كجزء من حائط الأطلسي ولتكون بمثابة منشآت بحرية ألمانية. كان على البرتغال التخلي عن موزمبيق البرتغالية وأنغولا البرتغالية كجزء من مشروع ميتيلافريكا الاستعماري.

## خطط لأجزاء أخرى من العالم خارج أوروبا

### خطط لمجال الاستعمار الأفريقي
كانت أفكار هتلر الجيوسياسية حول إفريقيا تحتل دائمًا مكانة ثانوية لأهدافه التوسعية في أوروبا نفسها. كانت إعلاناته العلنية قبل اندلاع الحرب بإعادة مستعمرات ألمانيا السابقة إليها بمثابة أوراق مساومة لتحقيق أهداف إقليمية أخرى في أوروبا نفسها. ومع ذلك، كان من المتوقع أن تقع إفريقيا تحت السيطرة الألمانية بطريقة أو بأخرى بعد أن حققت ألمانيا لأول مرة السيادة على قارتها.
إن نوايا هتلر الشاملة لتنظيم إفريقيا المستقبلي قسمت القارة إلى ثلاث بالمجمل. أما الثلث الشمالي فيتم تعيينه لحليفه الإيطالي، بينما يقع الجزء المركزي تحت الحكم الألماني. سيخضع القطاع الجنوبي الباقي لسيطرة دولة أفريقان موالية للنازية مبنية على أسس عنصرية. في أوائل عام 1940، اتصل وزير الخارجية ريبنتروب بقادة جنوب إفريقيا الذين يُعتقد أنهم متعاطفون مع القضية النازية، وأبلغهم أن ألمانيا كانت ستستعيد مستعمراتها السابقة في جنوب غرب إفريقيا الألمانية، ثم تفويضًا من اتحاد جنوب إفريقيا. تم تعويض جنوب إفريقيا عن طريق الاستحواذات الإقليمية على المحميات البريطانية في سوازيلاند وباسوتولاند وبيشوانالاند ومستعمرة روديسيا الجنوبية. على تقسيم المستعمرات الفرنسية الأفريقية بين الأسبان والحكومات الإيطالية رفض هتلر تقديم أي وعود رسمية خلال الحرب، حتى مع الخوف من فقدان الدعم من فرنسا الفيشية.
في عام 1940 أنتجت هيئة الأركان العامة في كريغسمارينه (البحرية) خطة أكثر تفصيلاً مصحوبة بخريطة تُظهر إمبراطورية استعمارية ألمانية مقترحة باللون الأزرق (اللون التقليدي المستخدم في رسم الخرائط الألمانية للإشارة إلى مجال التأثير الألماني بدلاً من الأحمر أو الوردي الذي يمثل الإمبراطورية البريطانية) في أفريقيا جنوب الصحراء الكبرى، ويمتد من المحيط الأطلسي إلى المحيط الهندي. كان من المفترض أن يحقق المجال المقترح الهدف الألماني الذي طال انتظاره وهو ميتيلافريكا، بل أبعد من ذلك. سيوفر قاعدة تنطلق منها ألمانيا في مكانة بارزة في القارة الإفريقية مثلما كان غزو أوروبا الشرقية لتحقيق مكانة مماثلة على قارة أوروبا.
على النقيض من المناطق التي كان من المفترض أن تحصل عليها في أوروبا نفسها (وتحديداً روسيا الأوروبية)، لم يتم تصور هذه المناطق كأهداف لتسوية سكانية ألمانية واسعة النطاق. كان إنشاء إمبراطورية استعمارية شاسعة يخدم أغراضاً اقتصادية في المقام الأول، لأنه سيوفر لألمانيا معظم الموارد الطبيعية التي لن تكون قادرة على العثور عليها في ممتلكاتها القارية، فضلاً عن توفير عدد إضافي غير محدود من العمالة. ومع ذلك، سيتم تطبيق السياسات العنصرية بصرامة على جميع السكان (بمعنى الفصل بين الأوروبيين والسود ومعاقبة العلاقات بين الأعراق) للحفاظ على نقاء «الآريين».
شملت المنطقة جميع الأراضي الاستعمارية الألمانية ما قبل عام 1914 في أفريقيا، وكذلك أجزاء إضافية من الممتلكات الاستعمارية الفرنسية والبلجيكية والبريطانية في أفريقيا. ومن بين هؤلاء الفرنسيين والكونغو البلجيكيين وروديسيا الشمالية والجنوبية (ربما يذهب الأخيرون إلى جنوب إفريقيا) ونياسالاند وجنوب كينيا مع نيروبي (كان من المقرر أن تُمنح شمال كينيا لإيطاليا) وأوغندا والجابون وأوبنجي شاري ونيجيريا وداهومي، جولد كوست، زنجبار، وكلها تقريبا من النيجر وتشاد، وكذلك القواعد البحرية في داكار وباثورست. 
استلزم الجزء الثاني من الخطة بناء سلسلة ضخمة من القواعد البحرية والجوية المحصّنة لعمليات مستقبلية ضد نصف الكرة الغربي، وتمتد على طول ساحل المحيط الأطلسي لأوروبا وأفريقيا من تروندهايم في النرويج وصولاً إلى الكونغو البلجيكية، بالإضافة إلى العديد من الجزر غير المكشوفة مثل الرأس الأخضر وجزر الأزور. كان المقصود من مبادرة أقل شمولاً ولكن مماثلة في الساحل الشرقي لأفريقيا.

### تقسيم آسيا بين قوى المحور

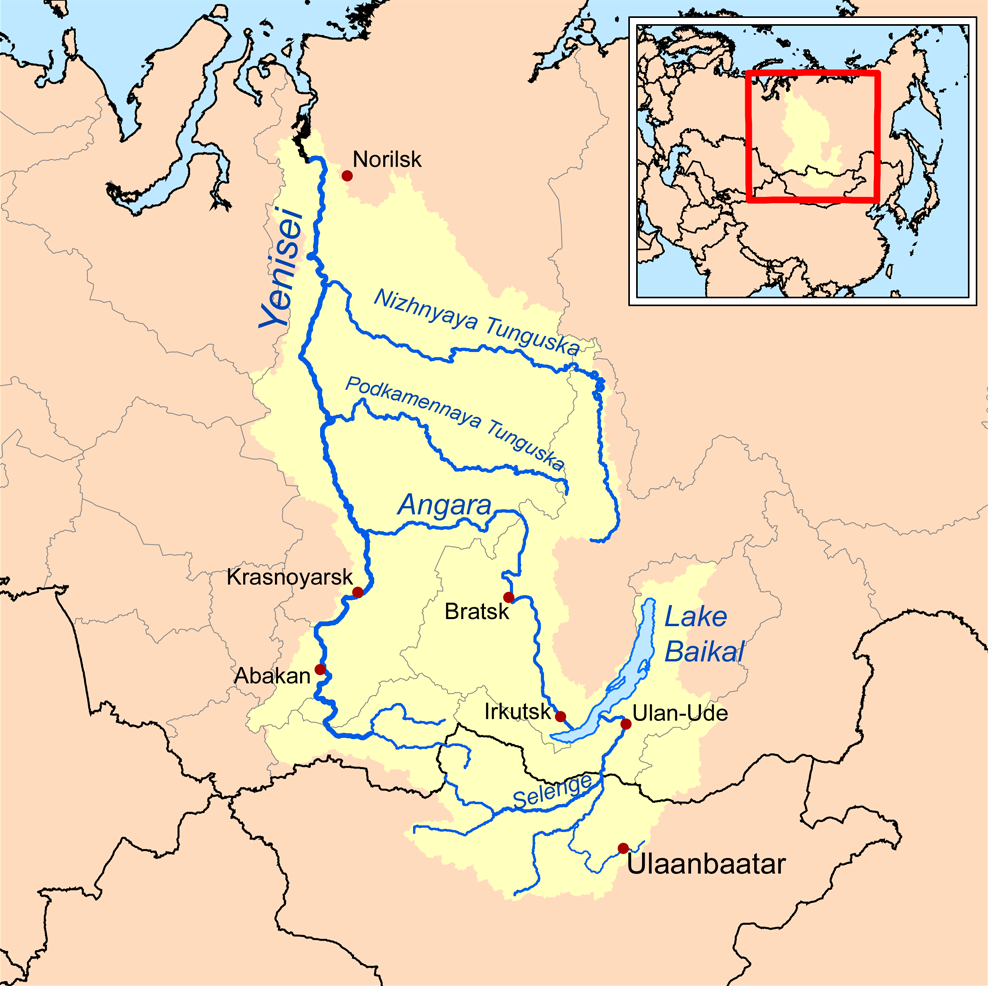
كان نهر ينيسي في سيبيريا نقطة التقسيم المتفق عليها لأوراسيا بين اليابان وألمانيا النازية

في عام 1942، عُقد مؤتمر دبلوماسي سري بين ألمانيا النازية والإمبراطورية اليابانية، اتفقوا فيه على تقسيم آسيا على طول الخط الذي تبع نهر ينيسي إلى حدود الصين، ثم على طول حدود الصين والاتحاد السوفيتي، الحدود الشمالية والغربية لأفغانستان، والحدود بين إيران والهند البريطانية (والتي تضمنت الآن باكستان). هذه المعاهدة، التي قدمت مسودة إلى الألمان من قبل السفير هيروشي أوشيما، تم رفضها من قبل وزارة الخارجية الألمانية والبحرية، لأنها خصصت الهند لليابان وقصرت عمليات كريغسمارينه في المحيط الهندي. ومع ذلك، وجد هتلر المعاهدة مقبولة، مما أدى إلى توقيعها في 18 يناير 1942.
أثبتت المعاهدة أنها ضارة بالتعاون الاستراتيجي لقوى المحور في المحيط الهندي، حيث إن عبور الحدود يتطلب إجراء مشاورات مسبقة مملة. هذا جعل أي هجوم ألماني ياباني مشترك ضد المواقع البريطانية في الشرق الأوسط مستحيلاً. كانت العمليات اليابانية ضد خطوط الشحن المتحالفة أثناء غارة المحيط الهندي ناجحة للغاية إلى جانب الهجوم على سيلان، لكن لم يتم اتباع هذه العمليات بسبب التعاون الاستراتيجي الألماني الياباني غير الموجود. حافظ الألمان بقوة على مراقبة خط الترسيم، واعترضوا على أي توغل ياباني في «المجال الألماني» في العالم الذي ينقسم المحور. وهكذا أجبر اليابانيون على إلغاء هجوم كبير مخطط له ضد مدغشقر، حيث تم تفويض الجزيرة إلى ألمانيا في المعاهدة.

### التنازل عن أوقيانوسيا إلى اليابان
تم بيع ممتلكات ألمانيا الاستعمارية السابقة في المحيط الهادئ (غينيا الجديدة الألمانية وساموا الألمانية)، والتي تم تخصيصها لليابان بعد الحرب العالمية الأولى كولايات من الفئة سي وفقًا لمعاهدة فرساي، إلى اليابان (فايمار والنازية) ألمانيا لم تتنازل مطلقًا عن مطالبها بأراضيها الاستعمارية قبل الحرب) بشكل مؤقت على الأقل لصالح الميثاق الثلاثي، تحالفها مع ذلك البلد. تم تصنيف أستراليا ونيوزيلندا كأقاليم يابانية في المستقبل، على الرغم من أن هتلر أعرب عن أسفه لإيمانه بأن الجنس الأبيض سيختفي من تلك المناطق. ومع ذلك، فقد أوضح لمسؤوليه أن «أحفاد المدانين في أستراليا» لم يكونوا قلقًا من ألمانيا وأن المستوطنين اليابانيين سوف يستعمرون أراضيهم في المستقبل القريب، وهو رأي يشاركه فيه أيضًا جوزيف غوبلز، الذي عبر عن إدانته في مذكراته أن اليابانيين كانوا يريدون دائما «القارة الخامسة» لأغراض الهجرة. في مناقشته المطولة الوحيدة المسجلة حول هذا الموضوع، قال إن أهلها ما زالوا يعيشون في الأشجار ولم يتعلموا المشي حتى الآن. صرح المؤرخ نورمان ريتش أنه يمكن افتراض أن هتلر كان سيحاول تجنيد الأنجلو ساكسونيين في هذين البلدين كمستعمرين للشرق المحتل؛ كان بعض من الإنجليز يشاركون نفس المصير.

### الشرق الأوسط وآسيا الوسطى

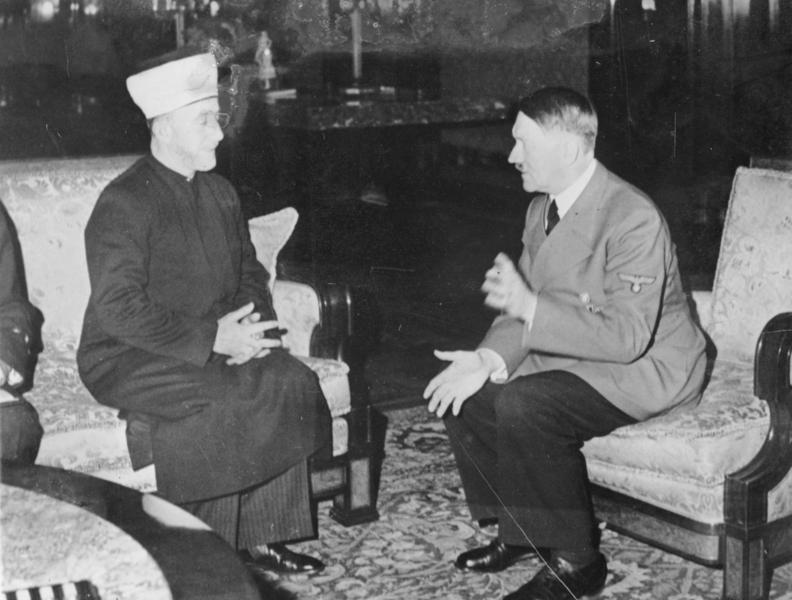
محمد أمين الحسيني، مفتي القدس الكبير، وأدولف هتلر، ديسمبر 1941

بعد سقوط الاتحاد السوفيتي المتوقع، خطط هتلر لتكثيف الحرب في البحر المتوسط.  اجرت القيادة العليا للفيرماخت دراسات حول هجوم على قناة السويس عبر تركيا، هجومًا على بغداد-البصرة من القوقاز (معظمه كان بالفعل تحت الاحتلال الألماني نتيجة لسقوط بلاو) لدعم القوميين العرب المتمردين، والعمليات في أفغانستان وإيران ضد الهند البريطانية.  لم يتخيل هتلر الاستعمار الألماني في المنطقة، وكان على الأرجح يسمح للهيمنة الإيطالية على الأقل على بلاد الشام.  كان يجب قتل يهود الشرق الأوسط، كما وعد هتلر المفتي الأكبر للقدس في نوفمبر 1941 (انظر Einsatzgruppe Egypt).
تم تفضيل تركيا كحليف محتمل من قِبل هتلر بسبب موقعها الاستراتيجي الهام على حدود أوروبا وآسيا وأفريقيا، فضلاً عن تاريخها الواسع كدولة معادية للإمبراطورية الروسية والاتحاد السوفيتي لاحقًا. لضمان أن ألمانيا تريد العمل معهم على أساس بعيد المدى، تم ضمان الأتراك بمكانة متساوية في النظام الذي يسيطر عليه الألمان، ووعدوا بعدد من المناطق التي قد يرغبون فيها لأسباب أمنية. وشملت هذه أدرنة (أدريانوبل) وتوسيع الحدود التركية على حساب اليونان، وإنشاء دول عازلة في القوقاز تحت النفوذ التركي، ومراجعة الحدود التركية السورية (سكة حديد بغداد ودولة حلب) والحدود التركية العراقية (منطقة الموصل)، وكذلك تسوية «مسألة بحر إيجة» لتزويد تركيا بحماية مناسبة ضد التعديات من إيطاليا. البحر الأسود (الذي سخر منه هتلر باعتباره «مجرد ضفدع بركة»)  كان من المفترض أيضًا أن يتم التنازل عنه لتركيا كجزء من مجال نفوذها، لأن هذا سوف يلغي الحاجة إلى نشر البحرية الألمانية في المنطقة لتحل محل أسطول البحر الأسود السوفيتي. تم تقوية شبه جزيرة القرم (التي أطلق عليها النازيون اسم جوتينلاند مؤقتًا) لضمان امتلاك ألمانيا الدائم لشبه الجزيرة، واستغلال البحر الأسود كمورد «غير محدود» للمأكولات البحرية.
كان من المفترض أن يتم جلب إيران التي يحتلها الحلفاء إلى معسكر المحور، ربما عن طريق الانتفاضة.  إمكانية إيران باعتبارها معقل ضد السوفييت كان يعتبر بالفعل في الثلاثينات، وتزامن ذلك مع إعلان هتلر إيران بأنها «الآرية الدولة» (اسم إيران تعني حرفيا «وطن الآريين» في الفارسية). تم تغيير اسم فارس إلى إيران في عام 1935 بواسطة الشاه بناءً على اقتراح السفير الألماني في إيران كعمل من «تضامن الآرية». لكن الإيرانيين كانوا يطلقون على بلادهم اسم «إيران»، وهو الاسم الذي سبق ظهور ألمانيا النازية لأكثر من ألف عام. عشية الحرب العالمية الثانية، كانت ألمانيا بالفعل الشريك التجاري الأكبر لإيران، يليها الاتحاد السوفيتي والمملكة المتحدة والولايات المتحدة.
خلال المناورات الدبلوماسية السابقة للحرب، اهتم مكتب الشؤون الخارجية في الحزب النازي بأفغانستان بشكل خاص، معتقدًا أن الإمبراطورية الألمانية قد فشلت في استغلال البلاد دبلوماسيًا خلال الحرب العالمية الأولى على الرغم من بعثة نيدرماير- هنتيج .  كان الهدف هو ضمان بقاء البلاد محايدة خلال نزاع ألماني بريطاني محتمل، وحتى استخدامها عسكريًا ضد الهند البريطانية أو روسيا السوفيتية.  الرغم من العلاقات الجيدة لوزارة الخارجية في الحزبانازي مع الحكومة الأفغانية، فضلت وزارة الخارجية في ريبنتروب الإطاحة بالحكومة الحالية واستعادة حكم أمان الله خان، الذي كان يعيش في المنفى منذ عام 1929.  دعم مكتب روزنبرغ في هذه المسألة.  بعد الهدنة الألمانية الفرنسية في عام 1940، حاولت حكومة كابول استجواب برلين بشأن الخطط الألمانية المتعلقة بمستقبل أفغانستان.  كانت هناك أهمية خاصة لحدود البلاد في فترة ما بعد الحرب - تأمل الحكومة الأفغانية في أن ترى تحرير 15 مليون من البشتون العرقيين يعيشون في الهند البريطانية، وتأمين الحدود الشمالية الهندية بحيث يتم التوسع نحو المحيط الهندي. أصبح ممكنا (انظر البشتون).  مع بدء محادثات المحور النازي - السوفيتي في أكتوبر ونوفمبر (وكان التوسع المحتمل في مجال النفوذ السوفيتي في جنوب وسط آسيا والهند مطروحًا على الطاولة)، كانت برلين مترددة في تقديم أي عروض ملزمة لكابول. 
نظر إلى الدولة السعودية الثالثة بقيادة ابن سعود كحليف طبيعي، وكان يجب منحها تنازلات إقليمية في جنوب غرب الجزيرة العربية وشرق الأردن.  أيضًا، تمت مناقشة الوحدة العربية بعد الحرب.

على الرغم من اعتزام هتلر في البداية التنازل عن سيطرة إيطاليا على المنطقة، إلا أنه بعد انشقاقه إلى معسكر الحلفاء في عام 1943 أصبح هتلر يعتبر الدول الإسلامية والحركة العربية أكثر فأكثر الحليف الطبيعي لألمانيا الاشتراكية القومية، على عكس الإيطاليون «الغادرون». في 17 فبراير 1945 على وجه الخصوص، أوضح لحاشيته أسفه لأن التحالف السابق لألمانيا مع جارتها الجنوبية قد منعها من اتباع سياسة أكثر ثورية تجاه العالم العربي، مما كان سيسمح لها بالخروج من مناطق النفوذ البريطانية والفرنسية في المنطقة: 

### خطط هتلر للهند
كانت آراء هتلر بشأن الهند مستهينة. لقد اعتبر الحكم الاستعماري البريطاني لشبه القارة الهندية نموذجًا مثاليًا وكان يقصد من الحكم الألماني في الشرق المحتل أن يشبهه. لم يفكر هتلر في حركة الاستقلال الهندية، وأعلن أن مقاتلي الحرية أقل شأنا من "المشعوذين الآسيويين". في وقت مبكر من عام 1930، تحدث عن حركة الحرية الهندية باعتبارها تمردًا لـ "العرق الهندي الأدنى ضد العرق الشمالي الإنجليزي المتفوق"، وأن البريطانيين كانوا أحرارًا في التعامل مع أي ناشطين هنود كما يحلو لهم. في عام 1937، أخبر وزير الخارجية البريطاني اللورد هاليفاكس أنه ينبغي على البريطانيين "إطلاق النار على غاندي، وإذا لم يكن هذا كافياً للحد منهم على الخضوع، فأطلق النار على عشرات الأعضاء البارزين في الكونغرس. خلال المناقشة نفسها، قيل إن هتلر أخبر هاليفاكس أن أحد أفلامه المفضلة كان بعنوان حياة الرماح البنغالية، لأنه يصور حفنة من البريطانيين "العرق المتفوق" الذين يسيطرون على قارة بأكملها.
صرح عالم الفكر النازي ألفريد روزنبرغ أنه على الرغم من أن الثقافة الفيدية كانت آرية في الأصل، فقد فقدت أي دم من الشمال منذ فترة طويلة بسبب الاختلاط العنصري. مثل هتلر، رأى أن الحكم البريطاني في الهند مرغوب فيه. نشرت آسيت كريشنا موخيرجي، بدعم من القنصلية الألمانية، The New Mercury، وهي مجلة اشتراكية وطنية، وأشاد بها البارون فون سيلزام في «بيان لجميع الفصائل الألمانية في الشرق الأقصى بأن أحداً لم يقدم خدمات إلى الرايخ الثالث في آسيا مماثلة لتلك التي من السيد آسيت كريشنا موخيرجي». شارك سافيتري ديفي، الذي كان سيتزوج في وقت لاحق، معتقداته «في إحياء آريان في الهند»، وكذلك في القومية الهندوسية، وبمجرد بدء الحرب العالمية الثانية، قام كلاهما «بعمل حرب سري نيابة عن قوى المحور في كلكتا».
خلال السنوات الأولى من الحرب في أوروبا، حيث سعى هتلر للتوصل إلى اتفاق مع البريطانيين، كان لديه فكرة أن الهند يجب أن تظل تحت السيطرة البريطانية بعد الحرب، كما كان في رأيه البديل الوحيد هو الاحتلال السوفيتي لشبه القارة الهندي . نظرًا لأن البريطانيين رفضوا عروض السلام الألمانية، فقد أمر هتلر في 17 فبراير 1941 بإعداد دراسة عسكرية لعملية ما بعد بارباروسا في أفغانستان ضد الهند. لم يكن الهدف من هذه العملية هو غزو شبه القارة الهندية، بل تهديد المواقع العسكرية البريطانية هناك لإجبار البريطانيين على الالتزام.  وبعد أسبوع من ذلك، كانت العملية في أفغانستان موضوع نقاش بين رئيس أركان الأركان العامة للجيش فرانز هالدر، وأوبربيهلشابر ديس هيريس والتر فون بوتشيتش، ورئيس العمليات إيه بيولف أدولف هيوسنجر. في تقييم في 7 أبريل 1941، قدّر هالدر أن العملية ستتطلب 17 فرقة وفوجًا واحدًا منفصلاً. تم إنشاء مكتب خاص للهند لمراعاة هذه الأهداف.

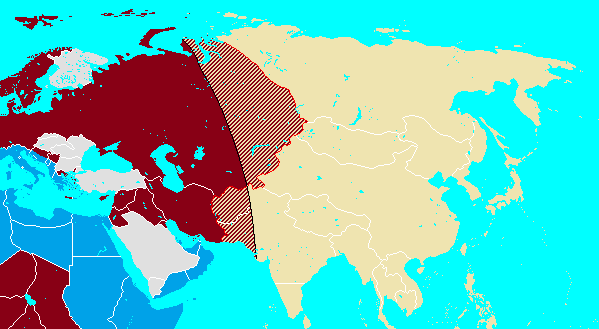
تقسيم الهند إلى قسمين تديرهما ألمانيا النازية واليابان على التوالي

هرب ثوبيس شاندرا بوس الثوري الهندي من الهند في 17 يناير 1941 ووصل إلى برلين عبر موسكو. اقترح هناك تنظيم حكومة وطنية هندية في المنفى وحث المحور على إعلان دعمهم للقضية الهندية.  وفي النهاية تمكن من الحصول على مثل هذه الوعود من اليابان بعد سقوط سنغافورة ثم من إيطاليا أيضًا، لكن الألمان رفضوا ذلك. حصل بوس على مقابلة مع بينيتو موسوليني، لكن هتلر رفض في البداية رؤيته، على الرغم من أنه تمكن من الوصول إلى يواكيم فون ريبنتروب بعد صعوبة كبيرة. كانت وزارة الخارجية الألمانية متشككة في أي من هذه المساعي، لأن الهدف الألماني كان استخدام Bose للدعاية والنشاط التخريبي، وخاصة اتباع نموذج الانقلاب المؤيد للمحور عام 1941 في العراق.  وشملت هذه التدابير الدعائية البث الإذاعي المناهض لراج، وتجنيد أسرى الحرب الهنود لـ «الفيلق الهندي». التقى بوس في النهاية مع هتلر في 29 مايو 1942. خلال النقاش بين هتلر مونولوج لبوز، عبر هتلر عن شكوكه لاستعداد الهند للتمرد ضد راج، ومخاوفه من الاستيلاء السوفياتي على الهند. صرح بأنه إذا كان على ألمانيا أن تفعل أي شيء بشأن الهند، فسيتعين عليها أولاً غزو روسيا، لأن الطريق إلى الهند لا يمكن تحقيقه إلا من خلال تلك الدولة، على الرغم من أنه وعد بتقديم الدعم المالي لـ Bose والمساعدة في نقله إلى أقصى الحدود شرقا. وصف بوس في وقت لاحق اللقاء بقوله أنه كان من المستحيل إشراك هتلر في أي نقاش سياسي جدي.
في 18 يناير 1942، تقرر تقسيم شبه القارة الهندية بين قوى المحور. كانت ألمانيا ستأخذ جزءًا من الهند البريطانية تقريبًا تقابل الجزء الغربي من باكستان الحديثة، بينما كانت بقية الهند البريطانية، إلى جانب أفغانستان، مخصصة لليابان.

### خطط هتلر لأمريكا الشمالية
قبل إكمال الفتح الألماني المتوقع لأوروبا، كانت القيادة النازية تأمل في إبعاد الولايات المتحدة عن الحرب. في مقابلة مع مجلة لايف في ربيع عام 1941، صرح هتلر أن الغزو الألماني لنصف الكرة الغربي كان رائعا مثل غزو القمر، وقال إنه مقتنع بأن الفكرة قد روجت من قبل الرجال الذين ظنوا خطأ أن الحرب ستكون جيدة لرجال الأعمال.
لم تلعب الحركات الأمريكية المؤيدة للنازية مثل أصدقاء ألمانيا الجديدة والبوند الألماني الأمريكي أي دور في خطط هتلر للبلاد، ولم تتلق أي دعم مالي أو شفهي من ألمانيا بعد عام 1935. ومع ذلك، كان يتعين استخدام بعض جماعات المناصرة الأمريكية الأصلية، مثل الاتحاد الهندي الأمريكي ذي النزعة الفاشية، لتقويض إدارة روزفلت من الداخل عن طريق الدعاية. تم نشر تقارير وهمية حول إعلان برلين لسيو كآريين بواسطة البوند الألماني الأمريكي بهدف زيادة التوترات بين الأمريكيين الأصليين وحكومة الولايات المتحدة، مما يفرض على الأمريكيين الأصليين مقاومتهم للتسجيل أو التسجيل من قبل مكتب الشؤون الهندية؛ وقد أبلغ جون كولير، مفوض الشؤون الهندية، بهذه الشائعات للكونجرس على أنها حقيقة، وبالتالي ليس مجرد نشرها أكثر ولكن أيضًا إضفاء الشرعية عليها في نظر الكثيرين. عندما كان صبيًا، كان هتلر قارئًا متحمسًا لكارل ماي.

قبل ما يقرب من تسعة أشهر من انضمام الولايات المتحدة إلى الحلفاء، أشار الرئيس الأمريكي فرانكلين روزفلت إلى النظام الجديد في خطاب ألقاه في 15 مارس 1941، مدركًا عداء هتلر للولايات المتحدة والإمكانات التدميرية التي يمثلها، حول الذي كان روزفلت يدركه تمامًا: 
في وقت مبكر من عام 1928، أكد هتلر أن ألمانيا الاشتراكية القومية يجب أن تستعد للكفاح النهائي ضد الولايات المتحدة من أجل الهيمنة. في منتصف عام 1941، عندما أصبح هتلر واثقًا من فوزه في المحور الأوروبي في المملكة المتحدة والاتحاد السوفيتي، بدأ في التخطيط لتوسيع هائل لكريغسمارينه، التي من المتوقع أن تشمل 25 سفينة حربية و8 حاملات طائرات و50 طراد و400 غواصة و150 مدمرة، وهو ما يتجاوز بكثير التوسع البحري الذي تم تحديده بالفعل في الخطة زد 1939. المؤرخ جيرهارد ل. وينبرج أن هذا الأسطول الفائق كان موجها ضد نصف الكرة الغربي. نظر هتلر أيضًا في احتلال جزر الأزور البرتغالية والرأس الأخضر وماديرا وجزر الكناري الإسبانية لحرمان البريطانيين من اطلاق العمليات العسكرية ضد أوروبا التي يسيطر عليها النازيون وأيضًا لاكتساب قواعد بحرية أطلنطية ومطارات عسكرية للقيام بعمليات ضد أمريكا الشمالية.   أراد هتلر استخدام الجزر «لنشر قاذفات بعيدة المدى ضد المدن الأمريكية من جزر الأزور»، من خلال خطة وصلت بالفعل إلى مكاتب مكتب هيرمان غورنغ في وزارة طيران الرايخ في ربيع عام 1942 لمسابقة التصميم بشأن مثل هذه الطائرة. في يوليو 1941، اتصل هتلر بالسفير الياباني شيما بعرض لخوض صراع مشترك ضد الولايات المتحدة  كان برنامج اليابان لتصميم الطائرات مشروع زد الخاصة بالمشروع أحد الطرق الممكنة لتحقيق مثل هذا الهدف، كل ذلك خلال الإطار الزمني الذي كانت USAAC نفسها، في 11 أبريل 1941، اقترحت لأول مرة مسابقة لتصاميم هيكل الطائرة لنفس النوع من المهام ضد قوات المحور، وNorthrop XB-35 وكونفير بي-36، تطير مباشرة من تربة أمريكا الشمالية لمهاجمة ألمانيا النازية.
في هذه المعركة الأخيرة للهيمنة على العالم، توقع هتلر من البريطانيين المهزومين أن يدعموا قوات المحور في نهاية المطاف بقواتها البحرية القوية. وصرح بأن «إنجلترا وأمريكا ستخوض حربًا معًا في يوم من الأيام، حيث ستشن أكبر كراهية يمكن تخيلها. وقال أن أحد البلدين يجب أن يختفي.»  و«انا لم يعد هناك لرؤيته، ولكن انا افرح نيابة عن الشعب الألماني على فكرة أن يوم واحد سوف نرى إنجلترا وألمانيا تسيرا معا ضد أمريكا».
كان الغزو الفعلي للولايات المتحدة غير مرجح،  وظل التصرف المستقبلي للأراضي الأمريكية غائمًا في ذهن هتلر. لقد أدرك أن المعركة المرتقبة مع هذا البلد، على الأقل في ظل حكمه ستكون بمثابة «معركة قارات» - ربما على غرار الفكر الأمريكي المعاصر في ذلك الوقت.
ظهرت كندا قليلاً في المفاهيم النازية لعالم ما بعد الحرب. لأن أهداف هتلر السياسية كانت تركز أساسًا على أوروبا الشرقية قبل وأثناء الحرب - على عكس آرائه الخاصة تجاه الولايات المتحدة منذ عام 1928 في مجلده غير المنشور، Zweites Buch  اعتبر هتلر الولايات المتحدة ستشكل عاملاً سياسيًا لا يُذكر في العالم، في حين أن كندا ستكون أقل شانا. في عام 1942، عندما أعرب هتلر عن خوفه من الانهيار الوشيك للإمبراطورية البريطانية، والذي فضل بقاءا على حالها، اعتقد أن الولايات المتحدة ستستولي على كندا وستضمها في أول فرصة،  وأن الكنديين سوف يسارعون بالترحيب بهذه الخطوة.
هذا التناقض في التوجيه السياسي من القمة يعني أن السياسيين النازيين المهتمين بتمثيل مصالح ألمانيا وعلاقاتها مع كندا كان عليهم أن يلجأوا إلى سياسة مرتجلة يعتقد أنها تتفق مع رغبات هتلر. اشتهرت البلاد بوفرة الموارد الطبيعية، وبسبب حجمها الجغرافي الكبير المصاحب لكثافة سكانية منخفضة، وُصفت بأنها «دولة بلا شعب»، على عكس ألمانيا التي كانت تُعتبر «شعبًا بلا مساحة». وصف الصحفي الألماني كولن روس المجتمع الكندي بأنه مصطنع لأنه كان يتكون من العديد من الأجزاء المختلفة التي لم تكن مرتبطة ببعضها البعض إما بالدم أو بالتقاليد القديمة (مع تسليط الضوء على الاختلافات بين الكنديين الفرنسيين والإنجليزيين على وجه الخصوص)، وذلك من أجل هذا السبب لا يمكن للمرء أن يتحدث عن أمة كندية أو فولك. ونتيجة لذلك، اعتبر النظام السياسي في البلاد ميكانيكيًا وغير عضوي، وأن أوتاوا لم تشكل «قلب الأمة». بسبب هذين العاملين، اعتبر الكنديون غير قادرين على فهم «الثقافة الحقيقية»، واعتبر الهجرة الألمانية لكندا خطأ لأنهم سيضطرون للعيش في «حضارة فارغة».

### خطط للسيطرة الاقتصادية على أمريكا الجنوبية
لم يُظهر هتلر ولا أي زعيم نازي آخر اهتمامًا كبيرًا بأمريكا الجنوبية، باستثناء كمثال تحذيري من «الاختلاط العنصري». ومع ذلك، كان الحزب النازي - منظمة الخارج نشطًا في العديد من بلدان أمريكا الجنوبية (خاصة بين البرازيليين الألمان والأرجنتينيين الألمان)، وكانت العلاقات التجارية بين ألمانيا ودول أمريكا الجنوبية ذات أهمية كبيرة. خلال 1933-1941، كان الهدف النازي في أمريكا الجنوبية هو تحقيق الهيمنة الاقتصادية من خلال توسيع التجارة على حساب الدول الغربية. يعتقد هتلر أيضًا أن أوروبا التي يهيمن عليها الألمان ستحل محل الولايات المتحدة كشريك تجاري رئيسي للقارة. تم وضع آمال النازيين على المدى الطويل في الاختراق السياسي للمنطقة على الحركات الفاشية المحلية، مثل الإندونيسيين في البرازيل والقوميين اليمنيين في الأرجنتين، بالإضافة إلى التنشيط السياسي لمجتمعات المهاجرين الألمان. كان لدى هتلر أيضًا أمل في رؤية المهاجرين الألمان «عائدين» من نصف الكرة الغربي لاستعمار الشرق المحتل. على الرغم من الشك في بعض الأحيان من الألمان في أمريكا الجنوبية بتبني «موقف الجنوب تجاه الحياة»، يعتقد كبار النازيين أن تجربتهم في العمل في المناطق المتخلفة ستجعلهم مستوطنين مثاليين للمناطق الشرقية التي تم ضمها.
في 27 أكتوبر 1941 صرح روزفلت في خطاب «لدي في حوزتي خريطة سرية، صنعت في ألمانيا من قبل حكومة هتلر، من قبل مخططي النظام العالمي الجديد. إنها خريطة لأمريكا الجنوبية وجزء من أمريكا الوسطى حيث يقترح هتلر تنظيمها» في خمس دول خاضعة للسيطرة الألمانية. أذهل الخطاب كل من الولايات المتحدة وألمانيا. ادعى الأخير أن الخريطة كانت مزورة. في حين أن التنسيق الأمني البريطاني صاغ الخريطة بالفعل ورتبها مكتب التحقيقات الفيدرالي للاستكشاف، إلا أنها على الأرجح استندت جزئيًا إلى خريطة عامة حقيقية للتغييرات الحدودية التي استخدمها العملاء الألمان لإقناع دول أمريكا الجنوبية بالانضمام إلى النظام الجديد.

## حروب مستقبلية ضد آسيا
على الرغم من السعي وراء تحالف قائم على الواقعية السياسة مع الإمبراطورية اليابانية في المعركة ضد «الديمقراطيات الغربية» والبلشفية السوفيتية، فإن القيادة النازية تعتبر في نهاية المطاف أن هذا التعاون مؤقت فقط. تنبأت الأيديولوجية العنصرية للنازية بأن مصير الحضارة الإنسانية يعتمد على الانتصار النهائي للشعوب الجرمانية - الشمالية، وفي الواقع كان يُنظر إلى القارة الآسيوية المكتظة بالسكان على أنها أكبر تهديد لهيمنة الجنس الأبيض. تم تصنيف الشعب الياباني على أنه «حامل للثقافة»، مما يعني أنه بإمكانه الاستفادة من الإنجازات التكنولوجية والحضارية للجنس الآري، وبذلك يستطيعون الحفاظ على مجتمع متقدم، لكنهم لا يستطيعون حقًا إنشاء «ثقافة» بأنفسهم. يؤكد جيرهارد وينبرج أن الأدلة التاريخية تشير إلى استنتاج مفاده أن هتلر، مثلما فعل مع السوفييت في فترة 1939-1941، استخدم تكتيكًا للتنازل مع اليابانيين مهما أرادوا حتى يتم هزيمتهم في حرب لاحقة. في أوائل عام 1942، نُقل عن هتلر قوله لـ Ribbentrop: «علينا أن نفكر في قرون. عاجلاً أم آجلاً، يجب أن يكون هناك مواجهة بين الأجناس البيضاء والصفراء.» 
في يوليو 1941، بينما تم وضع خطط لعمليات عسكرية بعد بارباروسا، القيادة البحرية العليا في فيرماخت، لم يكن أوبركوماندو دير مارين مستعدًا لاستبعاد احتمال نشوب حرب بين ألمانيا واليابان.  في عام 1942، توقع مسؤول الحزب النازي Erhard Wetzel (وزارة الرايخ للأراضي الشرقية المحتلة) أن "تقرير مصير الشعوب الآسيوية القوية عدديًا بعد هذه الحرب" سوف يتحدى أوروبا التي تسيطر عليها ألمانيا بالتحريض الياباني، وذكر أن " آسيا الكبرى والهند المستقلة هي تشكيلات تتخلص من مئات الملايين من السكان. على النقيض من القوة الألمانية العالمية مع 80 أو 85 مليون ألماني في المقابل ضعيفة للغاية ". تفكر ويتزل كذلك في خيارات ألمانيا بشأن السياسات السكانية في روسيا المحتلة: إذا كان الروس مقتصرين على إنجاب أقل عدد ممكن من الأطفال لمصلحة الاستعمار الألماني، فإن هذا "سيضعف" الجنس الأبيض في ضوء أخطار آسيا ".
نظرًا لأن اليابانيين كانوا يحتلون أرضًا استعمارية أوروبية تلو الأخرى في آسيا وأوقيانوسيا، ويبدو أنهم على استعداد للاستيلاء على أستراليا ونيوزيلندا أيضًا، فقد ظن هتلر أيضًا أن الجنس الأبيض سيختفي تمامًا من هذه المناطق، التي يعتبرها نقطة تحول في التاريخ. إلا أنه شعر بالارتياح لأن اليابان دخلت الحرب إلى جانب ألمانيا، حيث كان يأمل منذ فترة طويلة في استخدام هذا البلد كموازن استراتيجي ضد الولايات المتحدة، ولكن أيضًا لأن الهيمنة اليابانية في شرق آسيا والمحيط الهادئ ستضمن أمن البلدين ضد القوى الأخرى. بالنظر إلى المستقبل، أشار إلى أن «هناك شيء واحد مشترك بين اليابان وألمانيا؛ كلانا يحتاج إلى خمسين إلى مائة عام: نحن من أجل روسيا، ومن أجل الشرق الأقصى».

خلال خطابه في اجتماع لكبار جنرالات قوات الأمن الخاصة في بوزن في 4 أكتوبر 1943، علق هاينريش هملر على الصراعات المستقبلية بين أوروبا وآسيا التي يسيطر عليها النازيون: 
 ذكر هيملر هذه الرؤية المروعة في خطاب سابق ألقاه أمام جنرالات قوات الأمن الخاصة بجامعة خاركيف، أوكرانيا في أبريل 1943. تحدث أولاً عن ضرورة الحرب ضد السوفييت واليهود: 

## نهاية مشروع النظام الجديد

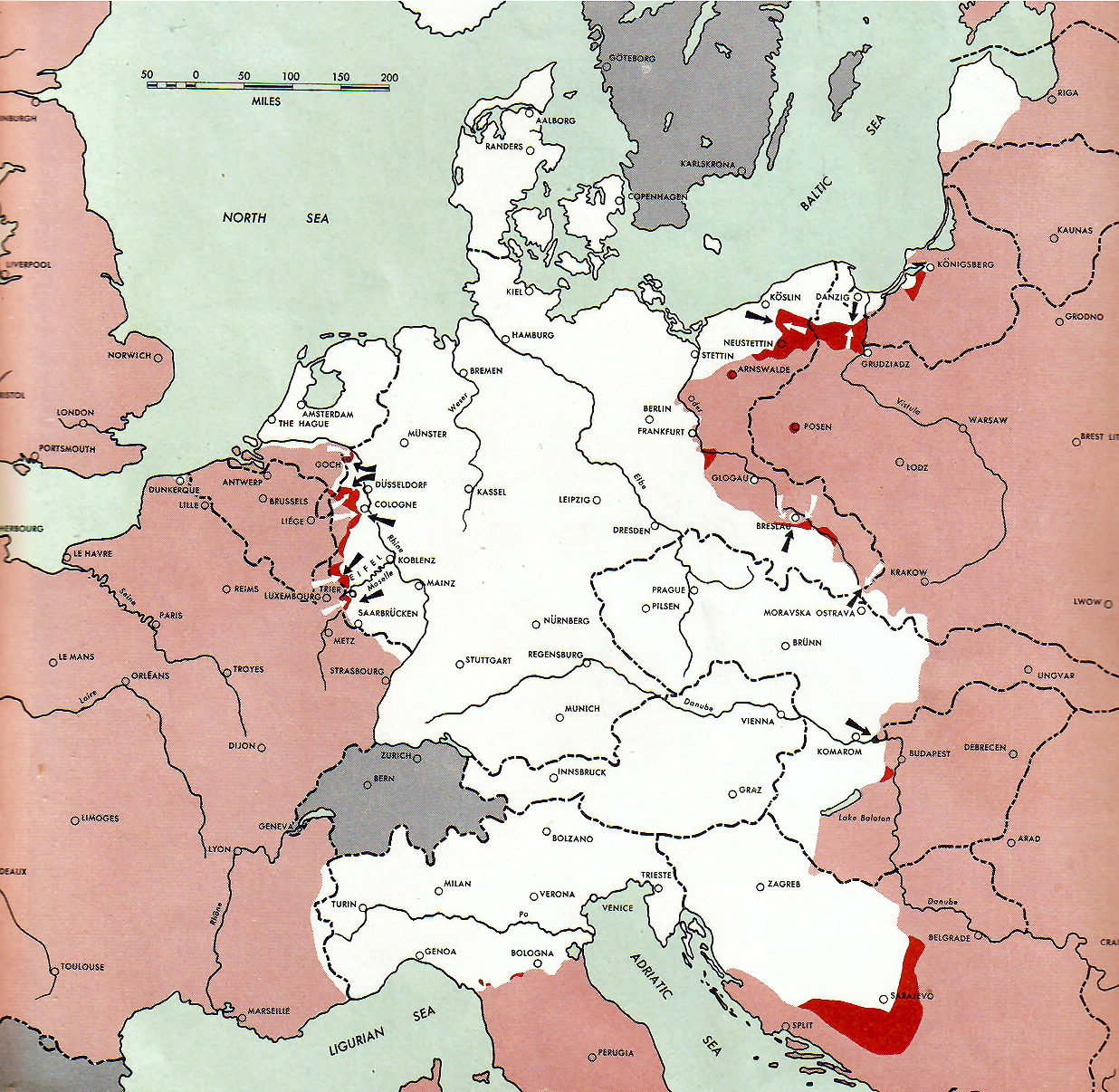
المناطق التي لا تزال تحت السيطرة الألمانية في مارس 1945.

بعد الهزيمة الألمانية الحاسمة في معركة ستالينجراد في 2 فبراير 1943، اضطرت ألمانيا إلى الدفاع ولم تعد قادرة على متابعة تنفيذ النظام الجديد في الاتحاد السوفيتي بنشاط، على الرغم من الإبادة الجماعية ضد اليهود والغجر والأقليات الأخرى. بعد الفشل اللاحق لهجوم صيف عام 1943 لاستعادة الأراضي التي خسرها السوفييت في وقت سابق من ذلك العام، لم يعد الفيرماخت قادراً على شن هجوم مضاد واسع النطاق فعال على الجبهة الشرقية. في حوار مع جوزيف غوبلز في 26 أكتوبر 1943، رأى هتلر أنه ينبغي على ألمانيا إبرام هدنة مؤقتة مع الاتحاد السوفيتي والعودة إلى حدودها عام 1941 في الشرق. هذا من شأنه أن يعطي ألمانيا الفرصة لهزيمة القوات البريطانية في الغرب أولاً (لم يتم ذكر جزء من الولايات المتحدة في تحالف الحلفاء) قبل استئناف حرب جديدة من أجل ليبنسراوم ضد الاتحاد السوفيتي في وقت لاحق من الوقت. اعتقد هتلر أن خليفته في المستقبل قد يضطر إلى تنفيذ هذه الحرب لاحقا، لأنه كان يعتقد أنه قديم جدًا بحلول ذلك الوقت.
في أواخر الحرب، بعد فشل هجوم الآردين النهائي وعبور نهر الراين إلى ألمانيا نفسها، كان هتلر يأمل في أن النصر الحاسم على الجبهة الشرقية سيحافظ على النظام النازي، مما أدى إلى عملية صحوة الربيع. لقد كان يعتقد أنه مع إبرام معاهدة سلام منفصلة مع الاتحاد السوفيتي، ربما لا يزال هناك تحقيق لتقسيم بولندا ويترك المجر وكرواتيا (لا يزال الأول تحت الاحتلال الألماني في ذلك الوقت، والأخيرة دولة عميلة فاشية كرواتية) تحت السيطرة الألمانية. لم يعترف هتلر إلا بهزيمة ألمانيا الوشيكة قبل أيام قليلة من انتحاره.